# She Devil
She Devil è un film del 1957 diretto da Kurt Neumann e tratto dal racconto Adattabilità di John Jessel.

## Distribuzione
Il film venne distribuito nei cinema statunitensi dalla 20th Century-Fox in doppia programmazione con Kronos, il conquistatore dell'universo.